# 玉井浅一
玉井 浅一（たまい あさいち、1902年12月25日 - 1964年12月10日）は、日本の海軍軍人。海兵52期。最終階級は海軍大佐。

## 経歴
1902年12月25日愛媛県で玉井熊太郎の息子として生まれる。松山中学卒業後、1921年海軍兵学校52期に入学、1924年（大正13年）7月24日、海軍兵学校卒業、少尉候補生。1925年（大正14年）12月、海軍少尉任官。1927年12月中尉。1929年（昭和4年）11月飛行学生第19期生卒業、大村航空隊付。
1930年11月空母「赤城」乗組。1930年12月海軍大尉。1931年10月空母「加賀」乗組。1932年11月横須賀航空隊付。1934年2月空母赤城分隊長。1934年11月館山航空隊分隊長。1935年4月佐伯航空隊分隊長。1936年11月鹿屋航空隊飛行隊長。1937年12月少佐。1938年3月霞ヶ浦航空隊飛行隊長。1938年12月筑波航空隊飛行隊長。1939年12月百里原航空隊飛行隊長。1940年5月第14航空隊飛行隊長。1940年11月第14航空隊飛行長。
1941年9月筑波航空隊飛行長。1941年12月太平洋戦争勃発。
1942年（昭和17年）4月、第六航空隊飛行長に就任。同年11月、海軍中佐に昇進。同月1日、第二〇四海軍航空隊に改称されると副長を経て、1943年（昭和18年）9月、再び飛行長。
1943年10月、第二六三海軍航空隊司令に着任。1944年3月パラオ空襲を受け、部下の甲飛10期生の一人が体当たりするので爆弾を縛ってくれとごねた際に、玉井は「必ず体当たりさせるからその時まで待て」と制止した。
1944年（昭和19年）7月、第一航空艦隊（一航艦）第二〇一海軍航空隊副長。
部下だった井上武によれば、玉井は温厚で大声で叱るようなこともなく、諭すような人だったという。
201空では戦闘三〇一飛行隊長鈴木宇三郎海軍大尉を中心として、零式艦上戦闘機を爆戦として運用して敵艦隊を攻撃しようと計画し、零戦による急降下爆撃の訓練を行わせていた。玉井はこの爆戦による攻撃に自信を持っており、同盟通信社の記者で海軍報道班員の小野田政に「報道班員、今に面白いものを見せてやるよ」と語っていた。しかし、爆戦の急降下爆撃の訓練は計画通りにはいかず、より簡単な反跳爆撃に攻撃方法を変更してその訓練を行うことしている。爆戦の指揮官だった鈴木は、台湾沖航空戦中の10月13日中に出撃して撃墜され、パラシュート降下して海上に漂ったまま行方不明となっており、その後任として、鈴木に続き、零戦を爆戦として運用するための指揮指導を期待されて着任したのが関行男大尉であった。
1944年9月には、一航艦司令部のあるダバオ沿岸にアメリカ軍が上陸したという誤報を信じて、一航艦がダバオから退避した事件（「ダバオ誤報事件」）が発生した。一航艦司令部からは撤退命令が下されたが、一発の砲声も聞こえないことを不審に思った玉井は混乱する一航艦司令部の指示を待たず、自ら零式艦上戦闘機を操縦して、ダバオ上空を偵察飛行しアメリカ軍上陸が誤報であったことをつきとめ、猪口力平一航艦首席参謀らに報告するとともに、南西方面艦隊司令部にも「飛行偵察の結果、ダバオ湾内には敵の艦船を認めず、海岸地帯にも異常なし」と打電している。
この不祥事件については、後日その調査のために軍令部参謀の奥宮正武中佐らが査察にダバオを来訪している。奥宮によれば、一航艦司令部に事情聴取を行なったが、司令長官の寺岡謹平中将や猪口ら司令部幕僚らは、ばつが悪かったのか多くを語らなかったが、玉井からは、「一発の砲声も聞こえなかった。敵機の姿もなかった。そこで、不審に思って、残っていた零戦を操縦して、サランガニ湾の内外を見たが、敵影はなかった。その結果、誤報であることが判明した」と詳細な状況説明があり、奥宮は明快な説明という感想を抱いた。玉井はさらに「陸・海軍を合わせて、大ぜいの参謀がいるのだから、誰か高いところに上がって、状況を確かめればよかった。机の上の作戦とはそんなものだよ。」と直接確認もせずに混乱していた司令部に苦言を呈している。

### 神風特別攻撃隊

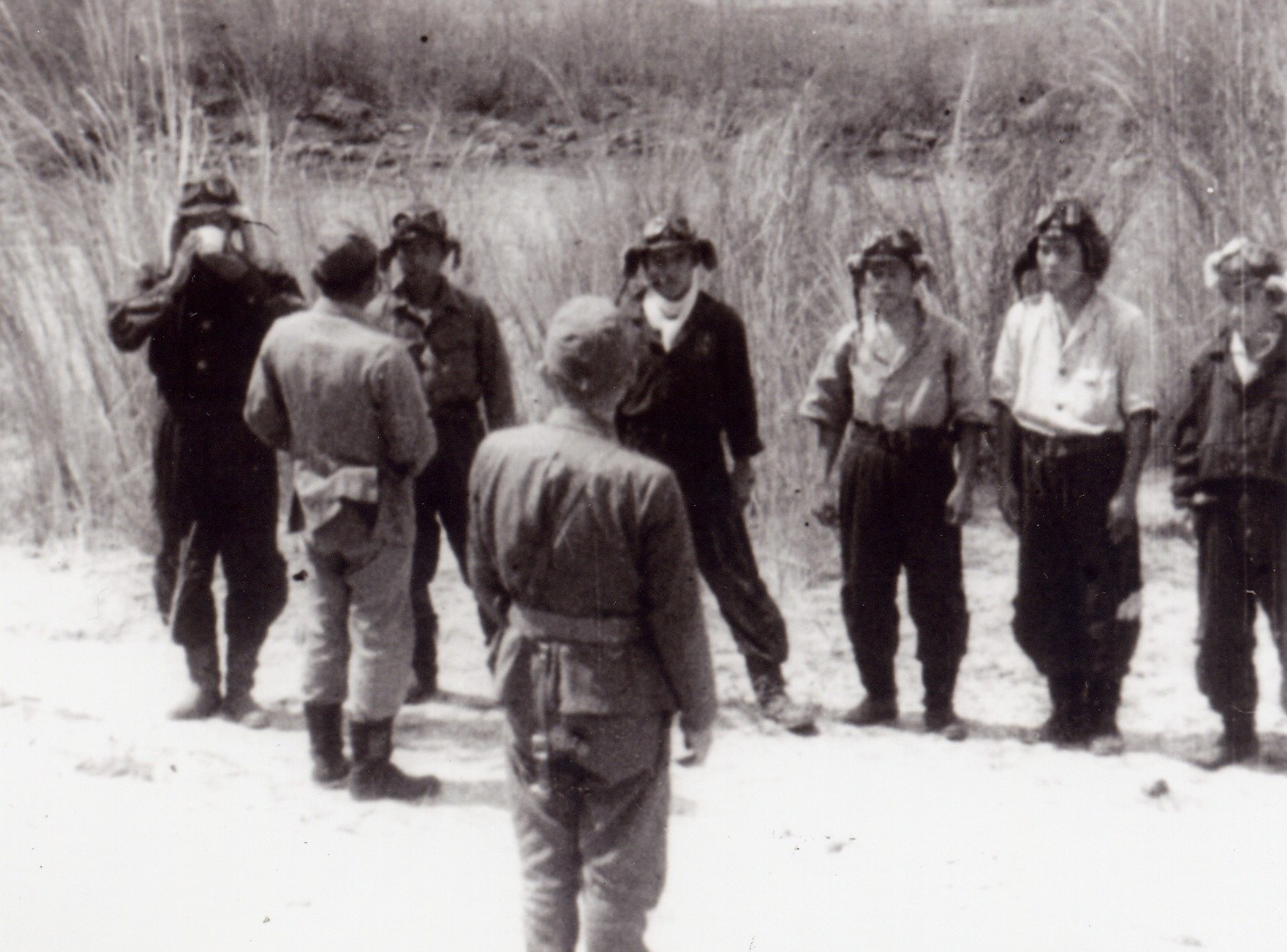
大西瀧治郎、玉井らと神風特攻隊・敷島・大和隊員との訣別の水盃。左から順に関行男ら特攻隊員。後姿の左が玉井、中央が大西。日映・稲垣浩邦カメラマンにより10月20日に撮影

やがて、ダグラス・マッカーサー大将が率いる連合軍の大艦隊がフィリピンに進攻してきてレイテ島の戦いが始まった。連合艦隊は捷一号作戦を発令し、残存戦力のすべてをつぎ込んで決戦をいどむこととした。そのような状況下で、1944年10月19日夕刻、一航艦長官に内定した大西瀧治郎中将は、特攻隊編成に関する会議を行うべく、ルソン島・マバラカットの第201海軍航空隊本部として使われていた2階建ての洋館を訪れた。しかし、出迎えたのは体調不良で休んでいた戦闘305飛行隊長・指宿正信大尉のみで、玉井は大西の訪問を事前に知らされていなかったと思われ、一航艦先任参謀・猪口力平大佐とともに車で10分ほど離れたマバラカット東飛行場に出払っていた。大西が車で飛行場に到着すると、玉井は猪口と指揮所で折椅子に座っていた。大西の副官・門司親徳主計大尉によれば、大西の姿を認めた玉井は初対面の猪口と比べ「親しさを顔に出してまるで親分を迎えるような感じ」だったという。
201空本部に戻ると、士官室に入った大西は「ちょっと話があるんだが、部屋はないかね」と言い、玉井は椅子が6～7脚ある2階のベランダを提案。会議には大西、玉井、指宿、戦闘311飛行隊長・横山岳夫大尉が参加した。大西は「空母を一週間位使用不能にし、捷一号作戦を成功させるため、零戦に250㎏爆弾を抱かせて体当たりをやるほかに、確実な攻撃法は無いと思うがどうだろう」と提案した。201空司令の山本栄中佐と飛行長中島正少佐は大西からマニラに呼び出されていたが、出発が遅れて、自らマバラカットに向かった大西とすれ違いとなってしまった。すれ違いとなった山本は、マニラ東部のニコルス基地に出向き、中島の操縦する零戦の胴体が乗り込んでマバラカット基地を目指したものの、中島が操縦する零戦は発動機が故障し、水田の中に不時着してしまった。2人は通りかかった陸軍のトラックに救助されたが、中島は顔面に軽傷を負っただけで済んだものの、山本は左足を骨折していた。山本は再びマニラの司令部に戻ると、軍医の応急手当を受けながらすぐに小田原俊彦参謀長に電話をし、小田原から今日の大西の要件が特攻開始の打診で会ったことを聞くと、｢当隊は長官のご意見とまったく同一であるから、マバラカットに残っている（玉井）副長とよくお打ち合わせくださるよう｣と大西に伝えて貰うよう依頼している。
この事情を知らなかった玉井は、まず一航艦参謀吉岡忠一中佐に、｢零戦に250キロ爆弾を積んで体当りをやってどのくらい効果があるものだろうか？｣と尋ねたところ、吉岡は、｢空母の飛行甲板を破壊し発着艦を阻止すること位は出来ると思います｣と答えている。その答えを聞いた玉井は、「ご主旨はよくわかりましたが、201空から特攻隊の搭乗員を出すということになると、司令や飛行長の意向も計らねばなりません」と司令の山本に相談したいと申し出たが、大西は押し通すように｢司令たちはマニラに呼んだが、一向に着かない。今は副長の意向を司令の意向と考えたいがどうか｣と特攻を決行するかは玉井に一任した。玉井は時間をもらい、飛行隊長指宿大尉・横山大尉と相談した結果、体当たり攻撃を決意して大西にその旨を伝えたが、その際に特攻隊の編成は航空隊側に一任して欲しいと大西に要望し、大西はそれを許可した。
神風特攻隊における指揮官の選定は、「海軍兵学校出身者を指揮官に」という猪口の意向を受けて、玉井の頭のなかには熟練の戦闘機搭乗員であった菅野直大尉が真っ先に浮かんだが、先日、大きな戦いに間に合わないかもしれないと嫌がる菅野を、玉井が｢たまにはおふくろのおっぱいでも飲んでこい｣と説得して、日本内地に補充の戦闘機を取りに行かせたばかりで不在であった。温厚な性格であった玉井は人選に悩んだが、再三再四にわたって熱心に戦局に対する所見を申し出て出撃を志願し「この先生なかなか話せる男」として強い印象を持っていた菅野の同期であった関大尉を提案した。猪口は兵学校教官時代から関を知っており「関ならよかろう」と玉井に賛同し、猪口の賛同を得た玉井は、就寝中の関を起こしに従兵を関の私室に行かせた。やがてカーキ色の第三種軍装を身に着けた関が玉井の部屋を訪れたので、玉井は関に椅子をすゝめ、腰かけた関の肩を抱くようにして「今日大西長官が201空に来られ、捷一号作戦を成功させる為、空母の飛行甲板に体当たりをかけたいという意向を示された。そこで君にその特攻隊長をやってもらいたいんだがどうかね」と告げた。猪口によれば、関は指名された際にその場で熟考の後「ぜひやらせて下さい」と即答したとされているが、玉井によれば、関は「一晩考えさせて下さい」と即答を避け、翌朝になって承諾する返事をしたという。玉井はここで関の顔色は異常に青いことに気がついて、死を宣告された関が青ざめていると心配したが声をかけることができなかった。その空気を察した関が｢ここ2、3日腹をこわして激しい下痢に悩んでいるのです｣と告げたので、玉井は少しホッとして翌日軍医に下痢止めを手配するよう約束している。
その後、特攻隊の編成を一任された玉井は、自分が育成した甲飛（甲種海軍飛行予科練習生）10期生を中心に33名を集めて｢大西長官より次なる作戦実施方法が指令された。それは特攻作戦である。今この基地にある零戦に250キロ爆弾を抱かせ敵空母に体当りする事である｣｢これは絶対に生還することの出来ない無常なものであるが、これは絶対にやらなければならない事である。ただしながらこの作戦行動と戦果のすべてが日本の歴史に燦然と輝き残るのである｣｢私はこの輝かしい歴史の1頁を甲十期搭乗員のお前らに飾らせてやりたいと思ったからだ｣｢お前たちは誰より可愛い。だから一番可愛いお前たちを日本の歴史に其の名を載せて、悠久の神として祭ってやりたいのだ。この気持ちをわかって欲しい。ただし、これは命令ではない。あくまでもお前たちの志願である｣と特攻への志願を募った。玉井から集合を命じられたのは、日頃の労をねぎらって豪華な食事をご馳走してもらえるぐらいに考えていた搭乗員たちは、突然の特攻志願の募集に、一瞬大きなショックを受け、毎日決死の思いで戦っているこの状況ですら、もはや間に合わない状況なのか？と一同は暫し沈黙を続けて、部屋は重苦しい空気に包まれた。そこで、副長が｢この国難を救う為に率先志願したい者は挙手してほしい｣と再度志願を募った。
この後は関係者によって記憶が異なっており、玉井は戦後の回想で、大西の特攻に対する決意と必要性を説明した後に志願を募ると、皆が喜びの感激に目をキラキラさせて全員が挙手して志願したと話している。志願した山桜隊・高橋保男によれば「もろ手を挙げて（特攻に）志願した。意気高揚」、同じく志願者の井上武によれば「中央は特攻に消極的だったため、現場には不平不満があり、やる気が失せていた。現場では体当たり攻撃するくらいじゃないとだめと考えていた。志願は親しんだ上官の玉井だったからこそ抵抗なかった」という。一方で、志願者の中には特攻の話を聞かされて一同が黙り込む中、副長の言葉ののちに、気持ちの整理がついた者からぽつりぽつりと重そうに手が上がったという者や、副長ではなく玉井が再度、「行くのか?行かんのか?」と一喝したことで、一同の手がすぐに上がったと証言する者や、志願した浜崎勇一飛曹は「仕方なくしぶしぶ手をあげた」、佐伯美津男は「強制ではないと説明された。零戦を100機近く失った201空の責任上の戦法で後に広がるとは思わなかった」と話している。そうやって募った志願者のなかから、最終的に24名の特攻隊を編成した。
玉井の部下だった甲飛10期生らは、神風特攻隊の創始者は大西ではなく玉井と考えている。その理由として、特攻隊の編成、人員配置、命名が19日夜半のわずかな時間で手際よく行われ、人員の組み合わせも親しいもの同士、長く同じ隊にいたものであり現場を熟知した内容だったこと、また玉井はフィリピンにおける特攻の最たる推進者で、マリアナ沖海戦後は早くから体当たり攻撃を提唱して甲飛10期生にもう特攻しかない、必ず機会をやると話していたことを挙げている。
10月21日この最初の神風特攻隊が出撃したが、敵艦隊を発見することができなかった。帰還した関は報告の際に玉井の前でうなだれるばかりであったが、玉井はこれをねぎらって宿舎に帰している。その後、4度目の出撃で関率いる敷島隊の6機は、サマール沖海戦を戦った直後のタフィ―3を発見し突入した。内1機がアメリカの護衛空母セント・ローを撃沈、他にも大和隊の4機、朝日隊の1機、山桜隊の2機、菊水隊の2機、若桜隊の1機等が次々に突入し、護衛空母1隻大破、2隻中破、2隻に損傷を与えるという、出撃機数が少数であったのにも拘わらず大戦果を挙げた。出撃した特攻機が14機に対し、特攻に成功したのが7機で有効率50％と高い有効率となった。
この後、神風特別攻撃隊は拡大していき、連合軍に大損害と衝撃を与えたが、全体的な戦略に対しては多少の遅滞効果を生じさせたに止まり、レイテ島は連合軍の手に落ちた。次いで1945年1月1日、マッカーサー自らが指揮する連合軍大艦隊が、ルソン島攻略のため出撃したが、その艦隊に対しても特攻機は出撃を繰り返し、1月4日、神風特攻旭日隊の彗星が護衛空母オマニー・ベイを撃沈した。1月6日に連合軍艦隊はリンガエン湾に侵入したが、フィリピン各基地から出撃した32機の特攻機の内12機が命中し7機が有効至近弾となり連合軍艦隊は多大な損害を被った。マッカーサーが乗艦していた軽巡洋艦ボイシも特攻機に攻撃されたが損害はなかった。マッカーサーは特攻機とアメリカ艦隊の戦闘を見て「ありがたい。奴らは我々の軍艦を狙っているが、ほとんどの軍艦は一撃をくらっても耐えうるだろう。しかし、もし奴らが我々の軍隊輸送船をこれほど猛烈に攻撃してきたら、我々は引き返すしかないだろう。」と特攻がルソン島の戦いの帰趨（）を左右するような威力を有していると懸念している。
玉井は1945年1月に201空司令に昇進し特攻の指揮を執っていたが、263空時代は若い搭乗員に声を荒げることもなく、誰一人として悪く言う者がなかった温厚な玉井も、部下が特攻でどんどんと戦死していく状況で、厳しい態度を見せるときもあったという。玉井の教え子であった甲飛10期生の磯川質男上飛曹は10月21日に神風特別攻撃隊「朝日隊」として出撃しながら不時着し、1か月後にマバラカットの201空基地に生還した。11月末に201空の一部の搭乗員が日本本土に引き上げることとなり磯川もそのなかの一人として輸送機に乗り込もうとしていたが、そこを玉井に呼び止められた。すでに海軍省が磯川の特攻戦死二階級特進を発表していたので玉井は「貴様は特攻で死んでもらわなければならない」と内地には帰らせず、特攻出撃させることを告げている。その後、磯川は何度か出撃しながら特攻で戦死することはなく、結局は内地に引き上げ、1945年5月末に大村湾上空でアメリカ軍夜間戦闘機との空戦で撃墜されて戦死した。リンガエン湾に侵入してきた連合軍艦隊に特攻出撃した後藤兵曹が、敵艦に特攻せずに上空で爆弾を投下して帰還したときには、玉井は後藤が帰還するなり防空壕に連れ込み半日近く叱責したという、後藤はその夕方に再度出撃し戦死している。
一方で、エースパイロットであった笠井智一海軍上等飛行兵曹によれば、戦友が次々と特攻出撃するなかで笠井も杉田庄一と一緒に特攻へ志願したところ、玉井は｢特攻はいつでも行ける。それよりお前、内地に帰り、俺の代わりに戦友の墓参りをしてくれ｣と説得し、笠井と杉田は玉井の説得に応じてその後も戦闘機搭乗員として活躍し、杉田は70機の撃墜スコアを挙げながら敵機に撃墜され戦死したが、笠井は10機の撃墜スコアを挙げて終戦を迎えた。笠井はもし玉井が上官でなかったら、特攻で戦死していたと感謝している。
表だっては特攻隊員に厳格な態度を見せていた玉井であったが、裏では特攻隊員に対してきめ細やかに気をつかっていた。関らが突入する前の10月21日に、神風特別攻撃隊大和隊隊長としてセブ島から出撃して未帰還となった久納好孚中尉が、新聞報道されなかったので、玉井は海軍報道班員の小野田を呼ぶと、新聞に書かれないのはかわいそうだから記事にしてくれと頼んだという。玉井は人情家であり、戦果が不明という理由で久納が報道されないこと気にしていた。また341空の小野正夫上飛曹によれば、玉井は特攻隊員に対して「お前たちに苦労をかけてすまないが、今はお前たちだけが日本を救う立場にあるのだからしっかりやってくれ。そのかわりお前たちだけ殺すようなことはしない。必ず俺たちも後に続くから」と会うたびに言っていたという。
海軍報道班員の小野田に対しては、ほかにも「報道班員、うちの特攻隊員を慰めてやってくれんか」と内々に要請している。小野田は玉井の要請に従って、社用車にラム酒を満載して、毎夜、出撃が予定されている特攻隊員に振る舞い、この世の思い出にと希望する特攻隊員は、マニラ市内にあった慰安所に連れていってる。小野田は関が出撃前に言った、｢ぼく（関）は短い人生だったが、とにかく幸福だった。しかし若い搭乗員はエスプレイ（芸者遊び）もしなければ、女も知らないで死んでいく・・・｣という言葉が強く印象に残っており、せめて出撃する特攻隊員に女性を知って欲しかったからとして、このようなことをやったという。厳密に言えばこの小野田の行為は違反行為であったが、玉井はそれを黙認していた。しかし、小野田が戦後に元司令の山本と再会しこのときのことを思い出話として語ったときに、山本は憮然とした表情で「それは軍法会議ものですな」と語っている。
第1航空艦隊は1月6日の出撃で稼働機をすべて出撃させた。司令長官の大西はその夜に玉井と中島を自分の私室に呼び、玉井に大西と共に陸戦隊として山中で連合軍を迎え撃ち、中島には特攻の戦訓を伝達するためにフィリピンを脱出することを命じた。玉井は大西とともにフィリピンの山中で死ぬまで戦うことを決意したが、その直後に連合艦隊より第1航空艦隊は台湾に転進せよとの命令が届いた。躊躇する大西に猪口ら参謀が「とにかく、大西その人を生かしておいて仕事をさせようと、というところにねらいがあると思われます」と説得したのに対して、大西は「私が帰ったところで、もう勝つ手は私にはないよ」となかなか同意しなかったが、最後は大西が折れて台湾に撤退することとし、玉井も第1航空艦隊司令部と生存していた搭乗員とともに大西に同行することとなった。
台湾に転進しても第1航空艦隊は特攻を継続し、第1航空艦隊の残存兵力と台湾方面航空隊のわずかな兵力により1945年1月18日に「神風特攻隊新高隊」が編成され、玉井も引き続き指揮を執った。1月21日に台湾に接近してきたアメリカ軍機動部隊に対し神風特別攻撃隊「新高隊」が出撃、少数であったが正規空母タイコンデロガに2機の特攻機が命中し、格納庫の艦載機と搭載していた魚雷・爆弾が誘爆し沈没も懸念されたほどの深刻な損傷を被り、ディクシー・キーファー艦長を含む345名の死傷者が生じたが、キーファーが自らも右手が砕かれるなどの大怪我を負いながら、艦橋内にマットレスを敷いて横たわった状態で12時間もの間的確なダメージコントロールを指示し続け、沈没は免れた

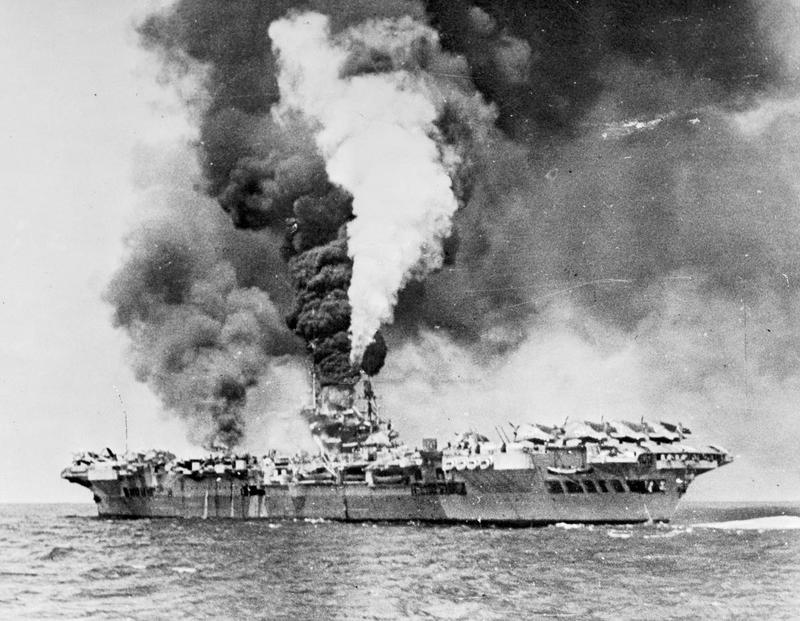
玉井が指揮した神風特別攻撃隊「大義隊」の零戦の突入で炎上するイギリス軍空母フォーミダブル

1945年2月に、フィリピンより脱出した搭乗員と大本営の命令により重爆撃機や輸送機を駆使してフィリピンから救出された搭乗員を基幹として台湾で編成された第二〇五海軍航空隊の司令に着任。その後、台湾の戦闘302飛行隊、戦闘315飛行隊、戦闘317飛行隊が編入され、航空機の定数は144機の相当な規模の航空隊となったが、実際は3月10日の時点で搭乗員112名、稼働機は20数機に過ぎなかった。それでも3月末になって連合軍が沖縄に侵攻し沖縄戦が開始されると、205空は神風特別攻撃隊「大義隊」を編成、玉井は前進飛行場のある石垣島に前進、副官の鈴木実少佐は宮古島に進出して特攻の指揮を執った。しかし機材の補給が少なかったことから大規模出撃はできず、多くは10機以下の小規模出撃に止まった。それでも、主に先島諸島周辺海域で台湾をけん制していたイギリス軍の機動部隊に激しい攻撃を加えて、空母インディファティガブル 、イラストリアス、フォーミダブル、 インドミタブル 、ヴィクトリアス と沖縄に進撃してきた5隻の正規空母すべてに損傷を与えて、多数の死傷者と艦載機の損失を被らせている。一方、205空大義隊は終戦までに32名の特攻戦死者を出している
フィリピンに引き続き台湾でも司令として特攻の指揮を執ることになった玉井であるが、フィリピンのときとは打って変わって穏やかな人柄となった。特攻隊が出撃するたびに司令の玉井は訓示をしたが、勇ましい言葉はなく「出撃するときはサイダーは1本ずつだよ」などと静かな口調で話し、出撃する特攻隊員ひとりひとりに「しっかり頼むよ」と語りかけたが、気合の入った口調ではなく、まだ四十代の年齢であったがおとなしいお爺さんのような感じであったという。
205空は航空機を使い果たし、終戦前には台中市の新社基地で畑を耕して自活生活をはじめていたが、玉井は見晴らしのいい官舎脇の木陰で椅子に座りながら仏教の本を読んでいることが多かった。そんなある日、205空の林大尉が夜に玉井と話しをする機会があったが、玉井は、神風特攻隊を編成したときの苦悩を語り、また、特攻隊として送り出した隊員の名前を全員暗記しており、常に暗唱して心に留めていると話したという。玉井は人を寄せ付けず一人でいることが多かったが、それは玉井が苦悩を抱いているからだと林は部下の長田利平一飛曹に説明している。
1945年8月、終戦。9月、ポツダム進級により海軍大佐。1946年（昭和21年）1月、予備役編入。

### 戦後
終戦後には、特攻に関係した将官・高級士官の自決が相次いだ、第五航空艦隊司令長官として沖縄戦の特攻を指揮した宇垣纒中将は、中津留達雄大尉以下11機の彗星を連れて終戦後に特攻に出撃し死亡、神風特別攻撃隊を玉井らと創設した大西は遺書を残し割腹自決し、介錯と延命処置を拒み続けたまま8月16日日夕刻死去。他にも、陸軍航空本部長寺本熊市中将が「天皇陛下と多くの戦死者にお詫びし割腹自決す」と遺書を残して自決、前第4航空軍参謀長で陸軍航空審査部総務部長隈部正美少将、航空総軍兵器本部の小林巌大佐、練習機『白菊』特攻隊指揮官、高知海軍航空隊司令加藤秀吉大佐、飛行教官として多数の特攻隊員を訓練し、軍令部参謀として大西と一緒になって特攻主体の本土決戦を準備していた国定謙男少佐など航空関係だけで58名が自決、そして1948年には特攻兵器桜花の神雷部隊司令岡村基春大佐も自殺しており、前海軍次官で終戦時軍事審議官だった井上成美大将は、戦後に続いた将官・高級士官の自殺を「責任の地位にある者が自殺するのは、当人の自己の生涯は飾れ満足かも知れないが、これが自殺流行の風潮となり、誰も今後のことを顧みなくなるのは国家の大きな損失である」と憂いている。他の多くの特攻指揮官と同様に玉井も特攻隊員たちに「必ず俺たちも後に続く」と約束していたが、終戦直後に自決したかつての上官大西の遺書のなかの「軽挙は利敵行為」「自重忍苦するの誠」「日本民族の福祉と世界人類の和平の為、最善を盡せ」という言葉に大きな影響を受けて自決することはせず、生き残った者としての務めを果たそうと模索していた。
玉井の実家は1945年7月26日の松山大空襲で焼失し、妻とふたりの娘は焼け跡のバラックに居住していたが、そこに玉井は突然帰ってきた。ふたりの娘が物心ついたときには玉井は戦地にいることが多く娘にほとんど父に対する思い出がなかったことや、玉井も娘に積極的に語り掛けることもなく娘が玉井になつくことはなかった。玉井は故郷松山で第二復員省の「松山地方海軍人事部」に勤務し、復員してくる海軍将兵の就職斡旋などの世話を行った。「松山地方海軍人事部」はのちに「愛媛県世話課」に改組されて、玉井はその総務課長となった。玉井の下で「愛媛県世話課」で一緒には勤務した元海軍軍人の本山昭一によれば、この頃の玉井はすっかり寡黙となっており、世にすねたような所があったが、暖かく優しかったという。また、戦時中のときの話は殆どしなかったが、自分が特攻隊員として指名した関のことについては話すことがあり、関を指名したのは玉井と同郷の愛媛県出身であったからと話したという。
復員業務が一段落すると、玉井は「愛媛県世話課」を退職したが、その後は高齢で公職追放もあって職に恵まれず、仕事を転々としている。また、故郷の人たちの、多くの若者に死を命じながら自分だけは生還した玉井を見る目は厳しかった。ある日、「愛媛県世話課」で玉井の下で働いた本山らのところにポマード缶を沢山持ってきて、「これを買ってくれ」と売り込んできたので、本山らは仕方なく購入し整髪に使用したところ、髪の色が脱色して茶色になってしまった。これは、売った玉井自身も、誰かからグリースにポマードの香りを付けただけのまがい物を売りつけられたものであった。
このように、元軍人の素人商売はなかなかうまくいかず、松やにを採取して塗装屋に販売するなどの家業で日銭を細々と稼いでいたが、生活苦で娘の心も荒んで、娘からはろくに働いていないように見えた玉井に激しく反発し、玉井が娘に手を上げることも少なくなかった。生活費の不足分は家のものを質屋に持ち込んでどうにか補っていたが、玉井が大事にしていた海軍の礼装だけは、軍人のものが何の値打ちもなくなったご時世のため、質屋から「こんなもの誰が買うか」と断られ、この礼装はそのまま玉井の遺品となって娘の手元に残ることとなった。2人の娘はじきに結婚して家を出て行き、その後、多少は親子関係は改善したようであり、元部下の本山は玉井が孫を抱きながら嬉しそうにしているのを目撃している。
苦しい生活のなかでも、1954年に伊予三島市の村松大師の山内に建立された関の墓で行われた慰霊祭には参列し、関の遺族や友人らに当時の話しを聞かせている。
そんな生活を12年も続けたのち、1958年に玉井は、ある人から戦場で殺した部下の霊を弔わなければ、あなたは一生何をしても浮かばれないと言われ、久万の山寺の小坊主から修行して、1958年（昭和33年）愛媛県松山市にある日蓮宗瑞応寺の住職（法名・日覚）となり、自らが特攻命令を下した部下の冥福を祈る日々を送った。毎朝5時から、寺の境内で自らの身体を痛めつけるような水垢離の修行を、氷が張る真冬も1日も休むことなく続け、家族が心配して止めても決して聞かなかったという。その後に自らの命令で死んでいった特攻隊員たちの名前を読み上げ、その霊を慰めた。しかし、出家後の玉井に会いに行った甲飛10期生の一人である高橋保男はそんな玉井を「仏門に入るなんて卑怯」と批判している。
1964年（昭和39年）12月10日、日々行なっていた水垢離の後、心臓発作を発症し死去。玉井の長女の敏恵は「ただただ観音経をあげることで（特攻隊員の）供養をさせてもらったということですね。それだけしか罪滅ぼしができなかったでしょうからね」「特攻を命じなければいけない立場に置かれたから仕方なかったとはいえ、生きているべきではなかったんだけどなとは思いますけどね。でも、まぁ仏門に入れたというだけで、ちょっとでも救われたかなという気はしますね」と厳しい言葉を亡父に投げかけている。生活苦で玉井と娘との関係は悪く、あまり話すこともなかったが、玉井は亡くなる3か月前に、敏恵を1964年東京オリンピックの聖火ランナーが松山市内を通るのでそれを見に行こうと誘っている。敏恵は父親からどこかに出かけようと誘われたことは今までなかったので、戸惑いながら小さい我が子（玉井からは孫）を連れて玉井と松山中心街に出かけた。そのときも玉井と敏恵の間に会話はほとんどなかったが、敏恵には玉井の表情がいつもより明るく見え、それが玉井との一番の思い出となった。

## 演じた俳優
- 梅宮辰夫（『あゝ決戦航空隊』、1974年映画、監督：山下耕作）